# Poljana (gmina Kamnik)
Poljana – wieś w Słowenii, w gminie Kamnik. W 2018 roku liczyła 19 mieszkańców.